# Sorex satunini
Sorex satunini är en däggdjursart som beskrevs av Sergej Ognew 1922. Sorex satunini ingår i släktet Sorex och familjen näbbmöss. IUCN kategoriserar arten globalt som livskraftig. Inga underarter finns listade i Catalogue of Life.
Denna näbbmus förekommer i Kaukasus och i andra bergstrakter kring östra och södra Svarta havet. Arten når ibland 2600 meter över havet. Den lever på bergsängar och i klippiga områden med glest fördelad växtlighet. Längre västerut där konkurrensen med Sorex raddei är inte lika starkt besöker arten även skogar.
Sorex satunini äter skalbaggar och andra insekter. Mellan våren och sommaren kan honor ha tre kullar med 4 till 8 ungar per kull.